# 香港婦女勞工協會
香港婦女勞工協會，（英語：Hong Kong Women Workers' Association），簡稱女工協會，是香港的一個「蚊型」婦女非牟利非政府組織，成立於1989年，會址位於九龍觀塘區翠屏邨，胡美蓮是現任總幹事。協會的主要服務對象包括基層婦女、勞動婦女、以及從事無酬家務勞動的主婦。
成立目標：
- 關心婦女勞工問題，爭取婦女勞工權益；團結婦女勞工力量發展婦女的生活空間;
- 提升婦女勞工的自我覺醒和自我成長；
- 倡議法例保障婦女權益、喚起社會對婦女勞工問題的關注；
- 針對不符合婦女和勞工權益的政策，作出關注和提出意見；
- 關注並參與促進社會公義的事件，例如：觀塘區清潔工罷工事件[4]；

## 外部連結
- 香港婦女勞工協會 （页面存档备份，存于）